# Josef Medřický
Josef Medřický (25. května 1908 Vyžlovka – 27. října 1992 Praha) byl český a československý sportovní plavec a pólista, účastník olympijských her v roce 1936.
Pocházel z Vyžlovky u Černého Kostelce. Závodnímu plavání a vodnímu pólu se věnoval v Praze od roku 1925. Po celou sportovní kariéru byl věrný klubu SK Slavia Praha. Ve třicátých letech dvacátých letech patřil k nejpopulárnějším pražským plavcům. Specializoval se na sprinty kraulem. Ve vodním pólu hrál na pozici obránce. V roce 1936 byl členem týmu vodních pólistů na olympijských hrách v Berlíně. Sportovní kariéru ukončil v roce 1938.
Do roku 1948 pracoval jako sportovní funkcionář v klubu a na plaveckého svazu, řadu let jako sportovní manažer (náčelník) reprezentace. S touto činností měl zkušenosti již jako aktivní sportovec ve Slavii.
V roce 1932 se oženil s klubovou kolegyní Jiřinou (roz. Dubová).
Zemřel roku 1992 ve věku 84 let, pohřben je na Olšanských hřbitovech.